# Affäre in Berlin
Affäre in Berlin ist ein US-amerikanischer Spielfilm aus dem Jahr 1970 von E. Jack Neuman und Peter Penduik unter der Regie von David Lowell Rich mit Darren McGavin in der Hauptrolle.

## Handlung
Im Berlin der Sechzigerjahre gerät US-Agent Paul Kilian in einen fiesen Schlamassel: Für ein Killersyndikat soll er einen alten Kumpel töten. Dafür darf Kilian in der Hauptstadt des Kalten Kriegs mit der hübschen Wendi schmusen.
Des Weiteren kommt er in Berlin einem Ring von Drogenhändlern auf die Spur und muss seinen Gegenspieler, den Chef eines Kopfgeldjäger-Ringes, besiegen.

## Kritik
„Atmosphärisch dichter und darstellerisch präziser Agentenfilm.“, so das Lexikon des internationalen Films.